# Bugatti
Bugatti je proizvođač supersportskih automobila male serije. Osnovao ju je Talijan Ettore Bugatti u francuskom gradu Molsheimu 1909. godine. Tvrtka je bankrotirala 1963., no ime Bugatti je 1998. otkupila Volkswagen Grupa i nastavila proizvodnju pod imenom Bugatti Automobiles SAS.

## Povijest

### Ettoreov Bugatti
Prvi Bugattijev automobil je proizveden neposredno prije Prvog svjetskog rata. Tada je proizvodnja nakratko prekinuta, a prvi poslijeratni automobil je proizveden tek 1922., model Type 30.  No tada su počeli veći športski uspjesi Bugattija. Type 10 je u svojoj prvoj utrci s četiri automobila zauzeo prva četiri mjesta. Type 35 iz 1924. je osvojio više od dvije tisuće utrka te je poznat kao najuspješniji trkaći automobil svih vremena. No najznačajnija pobjeda je ona iz Le Mansa 1939. kada su vozači Pierre Veyron i Jean-Pierre Wimille pobijedili nastupivši samo s jednim autom i ograničenim resursima.
Nekoliko mjeseci nakon povijesnog uspjeha na Le Mansu u prometnoj nesreći je poginuo Jean Bugatti, najstariji sin osnivača Ettorea, te se tvrtka počela raspadati. Tome je pridonio i Drugi svjetski rat. 
Do početka Drugog svjetskog rata proizvedeno je oko 7.900 automobila s Bugattijevim znakom, od kojih oko 2.000 još i danas postoji. 
1947. je preminuo i sam osnivač, Ettore Bugatti. Posao je pokušao preuzeti Roland Bugatti, ali u tome nije uspio u potpunosti. Bilo je još nekoliko pokušaja oživljavanja Bugattija, ali niti jedan nije uspio. Tvrtku je 1963. nakon godina agonije kupio tadašnji poznati proizvođač športskih automobila Hispano-Suiza, a Bugatti je potpuno zaboravljen.
2021. Rimac preuzima Bugatti.

### Bugatti Automobili SpA
1987. ime Bugatti je otkupio bogati talijanski investitor Romano Artioli i utemeljio tvrtku Bugatti Automobili SpA. On je imao velike planove za Bugatti te je izgradio novu tvornicu u blizini Modene. Prvi automobil, Bugatti EB110 je proizveden dvije godine poslije. Tada je bio najmoderniji superšportski automobil na svijetu.
1993. Bugatti je kupio i Lotus, engleskog proizvođača športskih automobila. Tvrtka je tada poslovala dobro, ali je 1995. nastupila recesija i tvrtka je zapala u financijske probleme. Lotus je prodan Protonu, a Bugatti njemačkoj tvrtci Dauer Racing koji je proizveo još pet primjeraka modela EB110.
Vjerojatno najpoznatiji vlasnik Bugattija EB110 je Michael Schumacher kojeg je dobio 1994., a iste godine s njim doživio i težu prometnu nesreću. No auto je popravio i prodao 2003.

### Bugatti Automobiles SAS
Ime Bugatti je 1998. otkupila Volkswagen Grupa i počela s razvojem najjačeg, najbržeg i najskupljeg automobila na svijetu. Koncept tog automobila je predstavljen godinu poslije na ženevskom salonu automobila. Izgrađena je i nova tvornica u Molsheimu. Auto je dobio ime Veyron i na tržištu trebao biti 2004., ali je bilo mnogih problema, od pregrijavanja motora od 1001 KS, preko nestabilnosti na velikim brzinama do nepouzdanosti. Tako je prvi model isporučen kupcu tek u proljeće 2006.
Do sada je napravljeno i nekoliko posebnih edicija model Veyron - Fbg par Hermes, Pur Sang i Grand Sport, a najavljen je i model bez krova. Najviše modela je prodano na Bliskom istoku.
U planu je i proizvodnja manjeg modela od Veyrona, ali i luksuzne limuzine kojom će Bugatti ući u klasu Rolls-Roycea i Maybacha.
Marku Bugatti je 2021. godine preuzeo Bugatti Rimac s 55 % vlasničkog udjela, dok ostatak drži tvrtka Porsche. Predsjednik nove grupacije je Mate Rimac.

## Aktualni modeli
- Bugatti Veyron 16.4

## Vanjska poveznica
- Bugatti International  Arhivirana inačica izvorne stranice od 24. ožujka 2008. (Wayback Machine)

1. ↑  Rimac bientôt seul actionnaire de Bugatti ? | Moniteur Automobile. www.moniteurautomobile.be (francuski). Pristupljeno 26. svibnja 2025.
2. ↑  La marque Bugatti cédée à une coentreprise entre le Croate Rimac et Porsche. Le Figaro (francuski). 5. srpnja 2021. Pristupljeno 26. svibnja 2025.